# Филисов, Фёдор Петрович
Фёдор Петрович Филисов (1731—1784) — русский генерал, обер-комендант Керчи и Еникале.

## Биография
Фёдор Филисов происходил из дворян Костромской губернии, родился в 1731 году. Зачисленный на службу 12-ти лет от роду в 1743 г., он в 1745 г. был произведён в капралы, а в 1750 г. получил первый офицерский чин прапорщика.
В Семилетнюю войну Филисов сначала стоял в Польше, в 1758 г. участвовал в сражении при Цорндорфе, где был тяжело контужен в правую руку и правую ногу выше колена; в 1759 г. сражался при Пальциге и Кунерсдорфе и в последнем был ранен пулей навылет в левую ногу.
В 1769 и 1770 гг. в чине премьер-майора был в турецком походе и во всё время осады г. Бендер безотлучно находился в траншеях и участвовал в неоднократных вылазках, а при взятии города штурмом ранен пулею в шею. 1 ноября 1770 г. был награждён орденом св. Георгия 4-й степени (№ 56 по списку Григоровича — Степанова):
За отличное мужество при штурмовании Бендерской крепости и храбрость, с которою предводительствуя, отнимал у неприятеля бастионы, батареи и улицы
В Крымском походе 1771 года находился при штурме Перекопской линии и при занятии городов Перекопа и Кафы. 5 июля 1771 г. был удостоен ордена св. Георгия 3-й степени № 31
За оказанное храброе дело 14-го июня 771 года при завладении линии неприятельской обороны и искусное предводительство порученных ему колонн.
Состоя в 1774 г. в корпусе генерал-поручика князя П. М. Голицына, отправленного к Оренбургу для усмирения Пугачевского бунта, Филисов участвовал с вверенным ему отрядом в бывшем под Татищевой крепостью деле, причём ранен пулей в голову.
Боевую свою службу Филисов закончил вторичным походом в Польшу, где и оставался в течение 1777—1779 гг. Состоя в это время во 2-м гренадерском полку, он в 1780 году был произведён в бригадиры, а в следующем году, с производством в генерал-майоры, назначен обер-комендантом Керчи и Еникале и оставался в этой должности до начала 1784 г., когда был причислен к Кубанскому корпусу.
Фёдор Петрович Филисов умер 9 июня 1784 года.